# Hirtobrasilianus
Hirtobrasilianus is een kevergeslacht uit de familie van de boktorren (Cerambycidae). De wetenschappelijke naam van het geslacht werd voor het eerst geldig gepubliceerd in 1985 door Fragoso & Tavakilian.

## Soorten
Hirtobrasilianus omvat de volgende soorten:
- Hirtobrasilianus matogrossensis (Fragoso, 1971)
- Hirtobrasilianus seabrai (Fragoso & Tavakilian, 1985)
- Hirtobrasilianus villiersi (Fragoso & Tavakilian, 1985)